# Литва (термин)
Литва́ (Литовская земля) — термин, употребляющийся в исторических источниках в различных смыслах: этническом, политическом и региональном.

## Происхождение термина

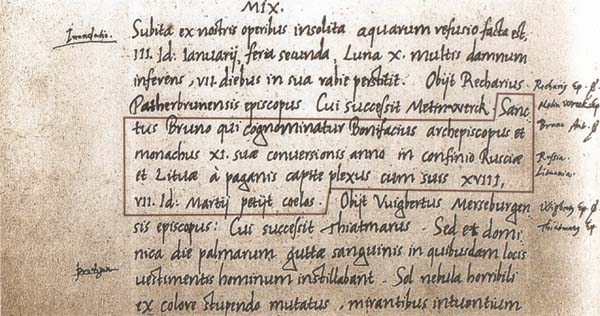
Первое упоминание Литвы под 1009 годом

Впервые название «Литва» упомянуто в Кведлинбургских анналах под 1009 годом, когда миссионер Бруно Кверфуртский был убит на границе Руси и Литвы (Lituaе, то есть Litua в форме косвенного падежа). Белорусский историк Вячеслав Носевич считает возможным предполагать, что изначальной формой названия была «Литова» (Litova) с ударением на последнем слоге. В производных же формах ударение смещалось на второй слог, откуда происходят встречающиеся в источниках прилагательные: древнерусское «литовскый» и латинское litoviensis. Известная из латинских (Lithovia) и немецких (Lettowia) источников форма «Литовия», по его мнению, образовалась под пером не владевших языком литвы писарей как вторичная трансформация прилагательного в существительное.
Этимология слова «Литва» неизвестна, при этом существует множество версий, ни одна из которых не получила всеобщего признания. Корень «лит» и его варианты «лет»/«лют» допускают различные толкования как в балтских и славянских, так и в других индоевропейских языках. Так, например, существуют созвучные топонимы на территории Словакии (Lytva) и Румынии (Litua), известные с XI—XII веков.
По наиболее распространенной версии, топоним возник от названия небольшой речушки Летаука, притока Няриса. По другой популярной версии, термин происходит от названия реки Латава, притока Швянтойи, протекающей в Аникщяйском районе, где существует одноимённое городище. Согласно более современной гипотезе, название страны могло произойти от этнонима «леты» или «лейти», которым жители окрестных земель называли дружинников литовских князей (leičiai).

## Локализация

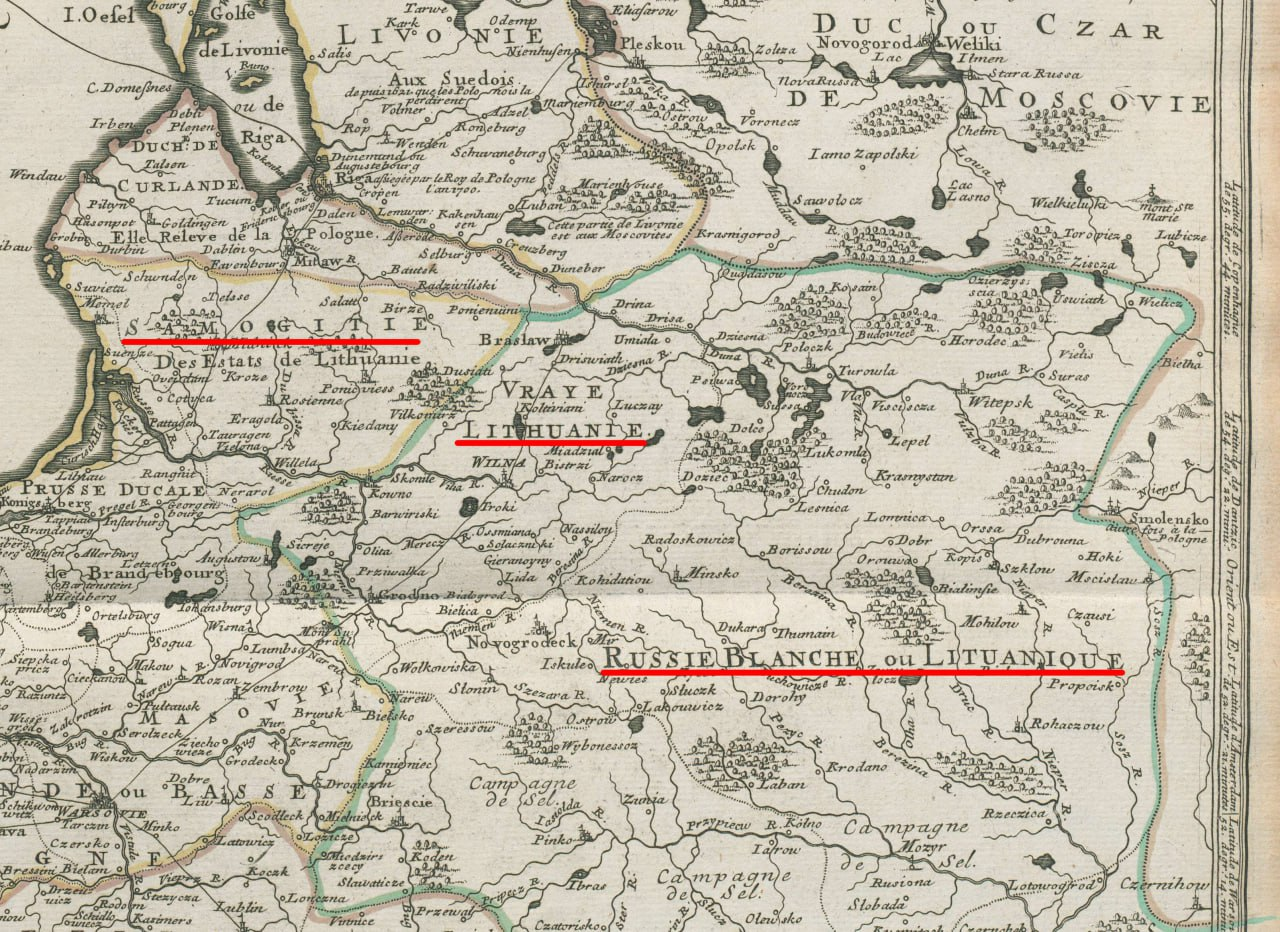
Литва настоящая (Vraye Lithuanie) на карте 1700 года. По соседству Жмудь (Самогития) и Белая (Литовская) Русь

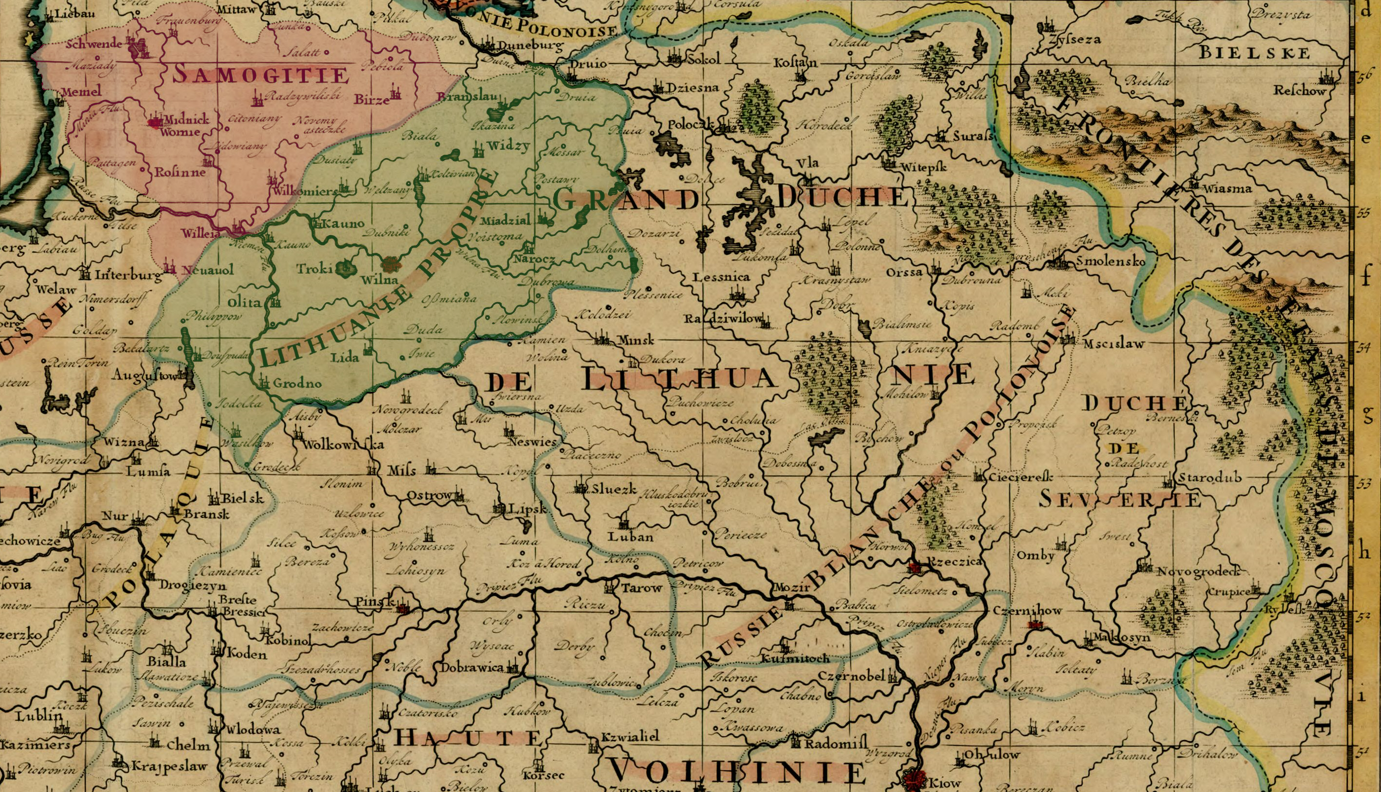
Литва Собственная или Литва Настоящая на карте 1712 года

Проблема локализации Литвы, то есть определение территорий, понимаемых под термином «Литва», является одним из самых спорных и неоднозначных вопросов литуанистики. Историками выделяется два уровня значений термина: Литва в узком и Литва в широком смыслах. Под Литвой в узком смысле понимается бывшая территория Литовского княжества в XIV—XVI веках, ставшего ядром формирования Великого княжества Литовского. Вячеслав Носевич отмечает, что Литва в узком смысле, вероятно, охватывала территорию, которая со времени заключения договора 1219 года непосредственно принадлежала «старшим» литовским князьям. По наиболее распространённой версии, это территория в границах четырёхугольника Каунас, озеро Свирь, Лида и Меркине, то есть южная часть Дзукской и большая часть Ошмянской возвышенностей. Около 1248 года один из «старших князей», литовский князь Миндовг, подчинил своей власти земли ряда других литовских князей, а в 1264 году его сын Войшелк подчинил Нальшаны, Дзяволтву и, возможно, Упите. По другой версии, Литва в узком смысле располагалась в окрестностях Каунаса, между Неманом и низовьями Нерис. По версии белорусского школьного учителя Николая Ермоловича, летописная Литва находилась примерно на современных Брестской, Гродненской, Минской областях Белоруссии, но потом её название вместе с властью великих князей литовских расширялась на другие территории балтов в исключительно политическом смысле. Таким образом, Литва в узком смысле обычно отождествляется с ареалом археологический культуры восточнолитовских курганов.
По мнению литовского историка Томаса Баранаускаса, после объединения под властью Литвы других литовских княжеств название «Литва» было распространено на Завилие (земли к северу от реки Вилия) и Жемайтию, что вызвало появление Литвы в широком смысле.

### Литва как политоним
В результате расширения власти литовских князей на обширные территории Восточной Европы в XIV—XVI веках термином «Литва» стали называть не только собственно Литву, но всю территорию, находящуюся под властью династии Гедиминовичей. В этом значении термин встречается в сочинениях писавших о Литве иностранцев. В данном случае ареал Литвы как политонима совпадал с границами Великого княжества Литовского и изменялся вместе с ними безотносительно этнического состава населения.

### Литва как хороним

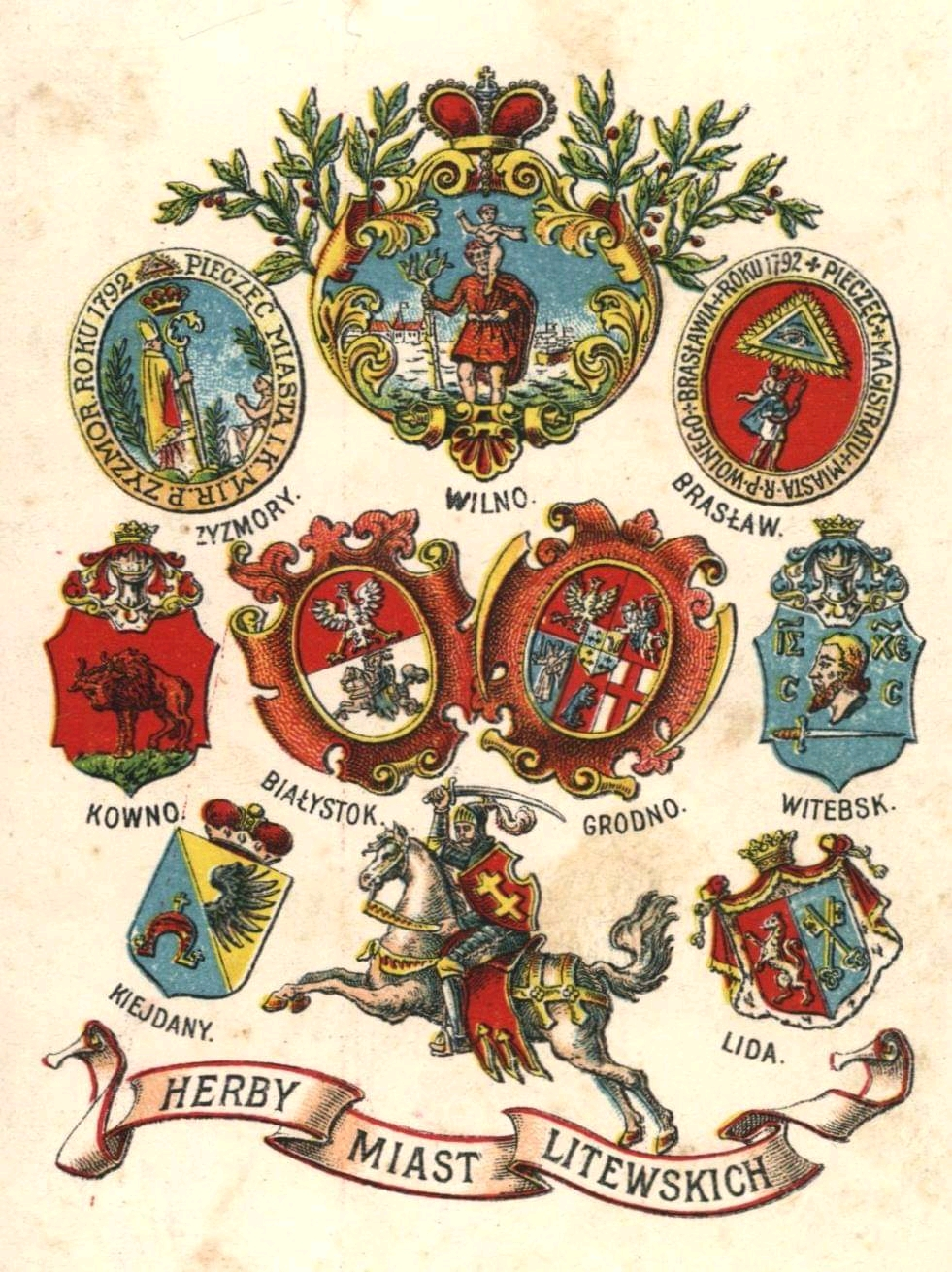
Города Литовской земли. Польская открытка 1920 г.

Одновременно с существованием термина «Литва» как политонима, он был широко распространён и в качестве хоронима, то есть названия региона. В этом смысле Литва противопоставлялась Руси и Жемайтии. Различие между Литвой и Русью нашло отражение в титулатуре монарха, имевшего титулы «дедич Литвы и Руси», «великий князь литовский и русский», документально зафиксированные в 1320-х годах, но, возможно, возникшие ранее. После того, как в 1411 году Жемайтия была отвоёвана у Тевтонского ордена, её отличие от Литвы также закрепилось в монаршем титуле. Так, например, в 1417 году великий князь Витовт использовал титул «великий князь Литвы, Жемайтии, Руси и др.», в 1440 году сын Ягайло Казимир именовался «королевич всее Литовские земли и Жомойтское и многих Русских земель».
Хороним «Литва» широко бытовал в повседневном употреблении в XVI веке. Иногда употреблялись формы «Литовская земля» и даже «Великое княжество Литовское» при сохранении противопоставления Жемайтии и Руси. В XVI веке Литвой называли территории в Вилькомирском, Упитском, Ковенском, Гродненском, Трокском, Виленском и Браславском поветах, а также западную часть Минского и Новогрудского поветов. Вячеслав Носевич указывает, что происхождение хоронима «Литва» можно объяснить двояко: с одной стороны, значение слова «Литва» как хоронима имело исторические корни, так как обозначаемые им земли были в составе Великого княжества Литовского с момента его возникновения; с другой, историк признаёт возможность того, что Литва ассоциировалась с территорией дисперсного расселения балтов, в том числе в виде небольших анклавов. Термин «Литва» как хороним продолжал существовать и после XVI века, в частности был широко распространён во времена вхождения этих земель в состав Российской империи.